# Кирсанов, Николай Николаевич
Николай Николаевич Кирсанов (укр. Микола Миколайович Кірсанов; 13 мая 1935, Киев — 6 июня 1998, Киев) — советский украинский футбольный судья, арбитр всесоюзной категории (01.03.1963) и арбитр ФИФА (1967). Вошёл в список 10 лучших футбольных судей СССР 1966 года. Первый председатель Федерации футбола Киевской области (1997—1998). Заслуженный тренер УССР.

## Биография
Родился 13 мая 1935 года. С детства занимался спортом: в первенстве Киева по спортивной гимнастике в своё время победил будущего чемпиона Олимпиады-1956 Юрия Титова. Занимался хоккеем с шайбой и играл за киевский «Локомотив» в первенстве УССР, капитан сборной УССР на Зимней Спартакиаде народов СССР 1962 года. Большую часть жизни посвятил футболу, основатель кафедры футбола Киевского института культуры вместе с Николаем Балакиным.
Как футбольный судья, был арбитром всесоюзной категории и арбитром ФИФА, в 1966 году попал в список 10 лучших футбольных судей СССР по итогам чемпионата. В 1965—1966 годах был председателем Коллегии судей г. Киев. Тренировал сборную Афганистана и преподавал в спортивном колледже Кабула, удостоен трёх государственных наград Афганистана. Основал футбольный клуб «Колос» в Переяславе-Хмельницком. В конце жизни возглавлял Федерацию футбола Киевской области, зарегистрированную в 1997 году. Учредил в 1996 году зимний футбольный турнир имени Олега Макарова.
Скончался 6 июня 1998 года. С 1999 года в Киевской области в феврале—марте проводится ежегодный футбольный мемориал имени Н. Н. Кирсанова: